# Sentinel Sound
Sentinel Sound ist ein Dancehall- und Reggae-Soundsystem aus Stuttgart. 2005 haben sie den World Clash gewonnen, einem der wichtigsten Wettbewerbe der Dancehall & Reggae-Szene.

## Entwicklung
Gegründet Ende 1998 oder 1999 von Elmar „Father Elmar“ Jäger und Nadia „Empress Nadia“ Hentschel vergrößerte sich die Gruppe über die Jahre durch die Mitglieder MC Allgi, Selecta Daniel und Uli Nefzer. Aus den ehemaligen Mitgliedern DJ Meska und Shotta Paul ging 2012 das Produzenten-Team Jugglerz hervor.
Sentinel spielt Dancehall- und Reggae-Musik und ist bekannt durch ihre Dubplates mit denen sie weltweit Soundclashes bestreiten, auf der Bühne wird dabei Patois gesprochen. Zu ihrem größten Erfolg zählt unter anderem der Sieg am World Clash 2005 in Brooklyn und der zweite Platz am World Clash 2010 in Jamaika, der Weltmeisterschaft für Soundsysteme. Sentinel war das erste europäische, das erste mit einem weiblichen Mitglied und das erste weiße Soundsystem, das einen Soundclash-Weltmeistertitel aufweisen kann. Für die Jahre 2005, 2010, 2011 und 2012 wurde Sentinel von den Lesern der Zeitschrift Riddim als bestes nationales Soundsystem gewählt. Zusammen mit Riddim veröffentlichten sie von 2013 bis 2015 den moderierten Mix Riddimcheck.
Sentinel ist nicht nur auf Soundclashes vertreten, sondern auch auf Festivals und in Clubs und Diskotheken weltweit. Auf dem Summerjam sind sie seit 2002 regelmäßig zu Gast und waren unter anderem 2005 auf dem Splash! zu sehen. Sie spielten auf Festivals wie dem Reggae In The Desert 2012 & 2014 in Israel, dem Regalowisko Bielawa Reggae Festival 2013 in Polen, dem One Drop Reggae Festival 2013 in Österreich und dem Soundsystem-Festival Bass Odyssey 25th Anniversary 2014 in Jamaika. 2016 und 2019 waren sie in Spanien auf dem Rototom Sunsplash, 2017 in Italien auf dem One Love World Reggae Festival, 2019 auf dem Reggae Jam und 2018 sowie 2022 in Belgien auf dem Reggae Geel. 2016 spielten sie auf den Salomon-Inseln und tourten 2019 bereits zum dritten Mal durch Japan.
2013 waren sie in der Folge Jamaika und das Sentinel Soundsystem des Tigerentenclub zu Gast und berichteten von Reggae und Jamaika sowie den dort bestehenden Problemen.
Auch durch den Erfolg 2005 hat sich um das Soundsystem eine überregional bekannte Reggae-Subkultur in Stuttgart gebildet. Im Jahr 2000 wurde die Club-Veranstaltungsreihe Kingston Hot ins Leben gerufen, die bis 2014 regelmäßig durchgeführt und schließlich 2017 durch die Veranstaltungsreihe Sentinel Dancehall Spot abgelöst wurde. In Zusammenarbeit mit Elmar Jäger wurde von Jürgen „Crucial B“ Becker für das Festival der Kulturregion Stuttgart das erste kommunale Soundsystem Deutschlands aufgebaut, welches bei der Vorstellung im Juni 2023 von Sentinel Sound eingeweiht wurde.

## Teilnahme an Soundclashes (Auswahl)
| Name                              | Jahr | Soundsysteme 1                                                                                                  | Veranstaltungsort           | Belege              |
| --------------------------------- | ---- | --- | --------------------------- | ------------------- |
| Kill Or Be Killed                 | 2001 | Sentinel vs Supersonic vs Wadada vs Budadub                                                                     | Köln                        | [ 23 ]              |
| Riddim Clash                      | 2003 | Sentinel vs Black Kat vs Killamanjaro vs Downbeat                                                               | München                     | [ 24 ]              |
| Soundclash                        | 2003 | Sentinel vs Turboforce                                                                                          | Kingston                    | [ 25 ]              |
| Champions Clash                   | 2004 | Sentinel vs Soundquake                                                                                          | Erlangen                    | [ 1 ]               |
| World Clash                       | 2005 | Sentinel vs Black Kat vs Bass Odyssey vs Mighty Crown vs Desert Storm vs Immortal                               | New York                    | [ 7 ]               |
| World Clash                       | 2006 | Sentinel vs Black Kat vs Bass Odyssey vs Black Reaction vs Sound Trooper                                        | New York                    | [ 26 ] [ 1 ]        |
| UK Cup Clash                      | 2006 | Bass Odyssey vs Sound Trooper vs Sentinel vs King Tubbys vs LP International vs XTC 4x4                         | London                      | [ 26 ] [ 1 ]        |
| Riddim Clash                      | 2007 | Rodigan vs Sentinel vs Black Scorpio                                                                            | Düsseldorf                  | [ 27 ] [ 26 ] [ 1 ] |
| World Clash                       | 2007 | Sentinel vs Black Kat vs Bass Odyssey vs Mighty Crown vs Rebel Tone                                             | New York                    | [ 26 ] [ 1 ]        |
| UK Cup Clash „The Final Conflict“ | 2008 | Sentinel vs Black Kat vs Bass Odyssey vs Mighty Crown vs Tony Matterhorn vs David Rodigan vs Killamanjaro       | London                      | [ 26 ] [ 1 ]        |
| War Territory                     | 2008 | Sentinel vs One Love                                                                                            | Mailand                     | [ 26 ] [ 1 ]        |
| Sound Fi Dead                     | 2008 | Sentinel vs Synemaxx vs Black Kat vs Silverstar vs Killamanjaro                                                 | Elderslie, Jamaika          | [ 26 ] [ 1 ]        |
| War Ina East                      | 2009 | Sentinel & Supersonic vs Tek 9 & Poison Dart                                                                    | Enschede                    | [ 28 ] [ 1 ]        |
| War Territory                     | 2009 | Bass Odyssey vs Sentinel                                                                                        | Mailand                     | [ 29 ] [ 1 ]        |
| Sound Fi Dead                     | 2009 | Synemaxx vs Black Kat vs Sentinel vs Black Blunt vs Sound Trooper                                               | Elderslie                   | [ 30 ] [ 1 ]        |
| US World Clash vs UK Cup Clash    | 2010 | Mighty Crown & Sentinel & Black Kat & Killamanjaro vs David Rodigan & One Love & Bass Odyssey & Tony Matterhorn | London                      | [ 31 ]              |
| Death before Dishonor World Clash | 2010 | Mighty Crown vs Tony Matterhorn vs Bredda Hype vs Sentinel vs Black Kat vs Bass Odyssey                         | Montego Bay                 | [ 26 ] [ 1 ]        |
| The Real Deal                     | 2010 | X-Caliber vs Sentinel vs Tek 9                                                                                  | Port of Spain               | [ 32 ] [ 1 ]        |
| Sound Fi Dead                     | 2010 | Tek 9 vs Black Scorpio vs Sentinel vs Black Kat vs Bodyguard vs Sound Trooper                                   | Elderslie                   | [ 33 ] [ 1 ]        |
| War Ina East                      | 2013 | Sentinel vs Kosmik vs Yardbeat                                                                                  | Enschede                    | [ 34 ]              |
| Battle of Dubplates               | 2014 | Sentinel vs Sir Coxsone Outernational vs Fatman vs Natural Affair                                               | One Love Festival, Worthing | [ 35 ]              |
| Sound Fi Dead                     | 2016 | Sentinel vs Tony Matterhorn vs Pink Panther vs Poison Dart vs King Shine                                        | New York                    | [ 36 ] [ 1 ]        |

Legende